# (120178) 2003 OP32
2003 أو بي 32 (ويعرف أيضًا باسم (120178) 2003 أو بي 32 وفق تسمية الكوكب الصغير) (بالإنجليزية: 2003 OP32) هو كويكب ضمن حزام الكويكبات؛ وترتيبه 120178 من حيث الاكتشاف.
اكتُشف هذا الجُرم الفلكي بواسطة مايكل براون في 26 يوليو 2003.

## وصلات خارجية
- (120178) 2003 OP32 في قاعدة بيانات مختبر الدفع النفاث لأجرام النظام الشمسي الصغيرة

- الاكتشاف · مخطط المدار ·  العناصر المدارية · المعلمات المادية

- (120178) 2003 OP32 على موقع ويكي سكاي: DSS2, SDSS, GALEX, IRAS, Hydrogen α, X-Ray, Astrophoto, Sky Map, Articles and images